# Эдаев, Алик Сулембекович
А́лик Сулембе́кович Эда́ев (28 августа 1959 года, Урус-Мартан, Чечено-Ингушская АССР, РСФСР, СССР) — артист Чеченского государственного театра юного зрителя, Заслуженный артист Чеченской Республики (2008).

## Биография
Родился 28 августа 1959 года в Урус-Мартане. В 1978 году начал работу в Чечено-Ингушском театре кукол. В 1979—1981 годах служил в армии. По окончании службы вернулся в театр, где работает по настоящее время.
В 1994 году окончил Чеченский государственный университет по специальности «Преподаватель русского языка и литературы».
Награждён медалью «Ветеран труда», грамотами Министерства культуры. В 2008 году ему было присвоено звание «Заслуженный артист Чеченской Республики».